# Stara Pisoczna
Stara Pisoczna (ukr. Стара Пісочна, hist. pol. Piaseczna Stara) – wieś na Ukrainie, w obwodzie chmielnickim, w rejonie chmielnickim, w hromadzie Gródek. W 2001 liczyła 686 mieszkańców, spośród których 678 wskazało jako ojczysty język ukraiński, 4 rosyjski, 1 mołdawski, 1 bułgarski, a 2 białoruski.